# Копчёный угорь

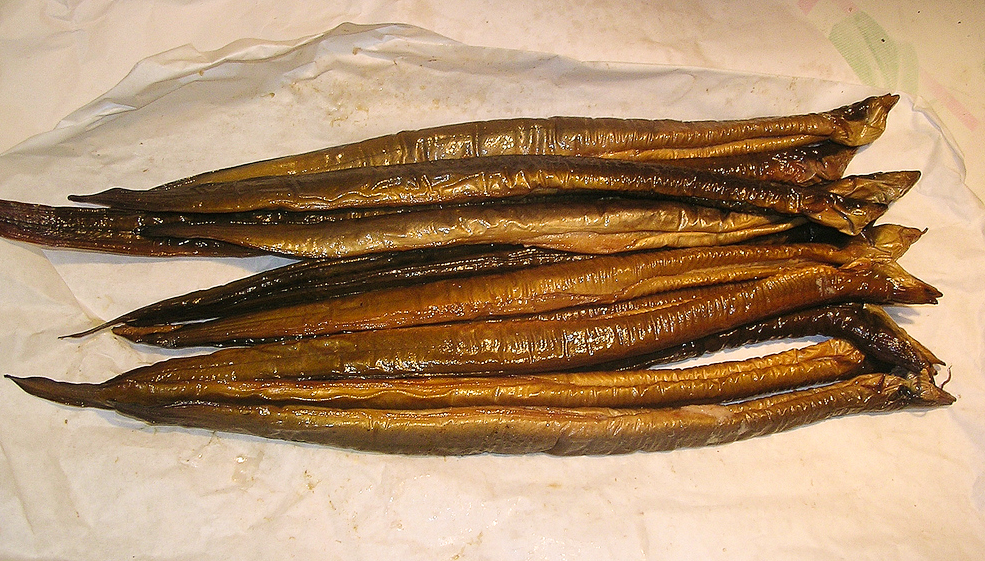
Копчёный угорь

Копчёный угорь — рыбный продукт горячего копчения из разделанного под колодку речного угря. Считается деликатесом во многих кухнях. Наряду с супом из угря является популярным региональным гастрономическим специалитетом на Севере Германии под названием «сморталь» (нем. Smoortaal), традиция приготовления копчёного угря из озёр на севере Германии — Цвишенанского и Штайнхудского морей — насчитывает не менее девяти столетий. В настоящее время на производстве копчёного угря специализируется несколько коптилен, сосредоточенных в нижнесаксонском Аммерланде западнее Ольденбурга. Копчёный угорь — традиционный специалитет и в Нидерландах: город Хардервейк у озера Эйсселмер имеет титул «угрёвой столицы».
Туристам в Аммерланде копчёного угря предлагают в рыбных булочках. Копчёный угорь по традиции также едят руками с чёрным хлебом и сливочным маслом под пшеничную водку корн или пиво, перед употреблением с угря чулком снимают шкурку и освобождают от костей. После еды руки отмывают тем же корном, чтобы отбить запах. В ресторанах копчёный угорь подают очищенным и порезанным кусочками в сервировке с петрушкой, дольками лимона, покрошенным желе «Мадейра», сливочным маслом и поджаренными ломтиками белого хлеба.